# Gyllenros
Gyllenros (Rosa xanthina), en art i familjen rosväxter som växer naturligt i norra Kina och Korea. Arten odlas som trädgårdsväxt i Sverige.
Bildar upprätta, lövfällande buskar. Grenarna är bruna som unga, men blir gråbruna som äldre, 1,5–3,5 m långa. Taggarna är raka eller något krökta, tillplattade med bred bas. Stipler smala.  Bladen är parbladiga med 3–13 delblad som är brett elliptiska till omvänt äggrunda eller nästa runda, 0,8–2 cm långa, trubbiga, vanligen kala på ovansidan och håriga på undersidan. Kanterna har enkla tänder. Högblad saknas. Blommorna sitter ensamma eller två och två på korta sidoskott, de är enkel- eller fylldblommiga. Foderbladen är hela, lansettlika, uddspetsiga, tandade och bladlika i spetsen, kala eller sparsamt håriga, upprätta och sitter kvar efter blomningen. Kronbladen klart gula. Nypon runda eller brett elliptiska, brunröda till gulbruna, 1,2–1,5 cm i diameter, släta och kala.
Två former erkänns:
- f. xanthina - fylldblommig.
- f. spontanea Rehder, vild gyllenros - blommor 1–2, enkelblommiga, 5–6 cm i diameter.

## Sorter
- 'Carary Bird' är en korsning mellan gyllenros och kinesisk gulros.

## Synonymer
- Rosa xanthinoides Nakai